# Be My Number Two
Be My Number Two ist ein Lied von Joe Jackson, das 1984 als dritte und letzte Single aus seinem Album Body and Soul veröffentlicht wurde. Es erreichte Platz 70 in Großbritannien und blieb vier Wochen lang in den Charts.

## Hintergrund
In einem Gespräch mit The A.V. Club sagte Jackson 2011 über den Song: „Ich würde sagen, er ist ein bisschen weltmüde oder, nicht weltmüde, aber ein bisschen, wie soll man das sonst ausdrücken? Einmal gebissen, zweimal gescheut. Er sagt: 'Nun, lass es uns noch einmal versuchen, aber es wird nicht so sein wie beim ersten Mal'. Es ist also ergreifend, denke ich.“

## Rezeption
Music Week schrieb: „Eine langsame, gefühlvoll gesungene Ballade, die hauptsächlich vom Klavier begleitet wird, bis die Band am Ende mit einem warmen, fließenden Saxophon, das die Melodie unterstreicht, einsetzt.“ Der Evening Express bezeichnete es als „großartige Wahl als Single“ und „ergreifendes Songwriting vom Feinsten.“ Die Bury Free Press bewertete das Lied mit acht von zehn Punkten und beschrieb es als „ruhige, klagende, nachdenkliche und äußerst attraktive Liebesballade“. Billboard bemerkte: „Eine ruhige Melodie, mit Ausnahme des mitreißenden Endes; nur Jackson, Klavier und ein Ton von verwirrtem Pathos.“
AllMusic sah „Jackson in seiner sanftesten Form“ und die „Ernsthaftigkeit von Be My Number Two“.
In einer Rezension von Body and Soul stellte The Absolute Sound fest: „Be My Number Two ist ein Song, der Jackson würdig ist, ein vielleicht-zynisches, vielleicht-weises Liebeslied mit ein wenig hartkantigem Fünfziger-Jahre-Gefühl. Dies ist die Art von Song, die Jackson immer gut gemacht hat“. The New Rolling Stone Album Guide von 2004 beschrieb den Song als einen, der „auf den prägnanten Zynismus von Jacksons Durchbruchsalben zurückgreift“.